# Rhein-Münsterland-Express
| Kopfbahnhof Streckenanfang               | 0   | Rheine                                         | IC                                             |
| Bahnhof                                  | 13  | Emsdetten                                      | Emsdetten                                      |
| Bahnhof                                  | 24  | Greven                                         | Greven                                         |
| Bahnhof                                  | 39  | Münster (Westf) Hbf                            | ICE, IC                                        |
| Bahnhof                                  | 45  | Münster-Hiltrup                                | Münster-Hiltrup                                |
| Haltepunkt / Haltestelle                 | 58  | Drensteinfurt                                  | Drensteinfurt                                  |
| Bahnhof                                  | 74  | Hamm (Westf) Hbf                               | ICE, IC                                        |
| Bahnhof                                  | 84  | Bönen                                          | Bönen                                          |
| Bahnhof mit S-Bahn-Halt                  | 92  | Unna                                           | Unna                                           |
| Bahnhof                                  | 99  | Holzwickede                                    | AirportShuttle Dortmund Airport                |
| Bahnhof                                  | 108 | Schwerte (Ruhr)                                | Schwerte (Ruhr)                                |
| Bahnhof mit S-Bahn-Halt                  | 122 | Hagen (Westfalen) Hbf                          | ICE, IC                                        |
| Bahnhof                                  | 133 | Ennepetal (Gevelsberg)                         | Ennepetal (Gevelsberg)                         |
| Bahnhof mit S-Bahn-Halt                  | 138 | Schwelm                                        | Schwelm                                        |
| Bahnhof mit S-Bahn-Halt                  | 143 | Wuppertal-Oberbarmen                           | Schwebebahn                                    |
| Bahnhof mit S-Bahn-Halt                  | 148 | Wuppertal Hbf                                  | ICE, IC, Schwebebahn                           |
| ehemaliger Bahnhof mit S-Bahn-Halt       | 154 | Wuppertal-Vohwinkel (ab unbestimmt)            | Wuppertal-Vohwinkel (ab unbestimmt)            |
| Bahnhof mit S-Bahn-Halt                  | 167 | Solingen Hbf                                   | ICE, IC                                        |
| Bahnhof                                  | 177 | Opladen                                        | Opladen                                        |
| ehemaliger Bahnhof mit S-Bahn-Halt       | 190 | Köln-Mülheim (ab unbestimmt)                   | U, Tram                                        |
| Bahnhof mit S-Bahn-Halt                  | 194 | Köln Messe/Deutz                               | ICE, U, Tram                                   |
| Bahnhof mit S-Bahn-Halt                  | 195 | Köln Hbf                                       | THA, ICE, IC, U, Tram                          |
| Abzweig geradeaus und ehemals nach links |     | ehem. Zuglauf nach Aachen (bis 12/2003, s. u.) | ehem. Zuglauf nach Aachen (bis 12/2003, s. u.) |
| Bahnhof mit S-Bahn-Halt                  | 215 | Dormagen                                       | Dormagen                                       |
| Bahnhof mit S-Bahn-Halt                  | 230 | Neuss Hbf                                      | IC, U, Tram                                    |
| Bahnhof                                  | 237 | Meerbusch-Osterath                             | Meerbusch-Osterath                             |
| Haltepunkt / Haltestelle                 | 245 | Krefeld-Oppum                                  | Krefeld-Oppum                                  |
| Kopfbahnhof Streckenende                 | 248 | Krefeld Hbf                                    | U, Tram                                        |

| Abzweig ehemals geradeaus und nach rechts        |  | heutiger Zuglauf von Rheine nach Krefeld (s. o.) | heutiger Zuglauf von Rheine nach Krefeld (s. o.) |
| Bahnhof mit S-Bahn-Halt (Strecke außer Betrieb)  |  | Köln-Ehrenfeld                                   | Köln-Ehrenfeld                                   |
| Bahnhof mit S-Bahn-Halt (Strecke außer Betrieb)  |  | Horrem                                           | Horrem                                           |
| Bahnhof mit S-Bahn-Halt (Strecke außer Betrieb)  |  | Düren                                            | Düren                                            |
| Bahnhof (Strecke außer Betrieb)                  |  | Langerwehe (seit 12/2002)                        | Langerwehe (seit 12/2002)                        |
| Bahnhof (Strecke außer Betrieb)                  |  | Nothberg (seit 12/2002)                          | Nothberg (seit 12/2002)                          |
| Bahnhof (Strecke außer Betrieb)                  |  | Eschweiler Hbf (seit 12/2002)                    | Eschweiler Hbf (seit 12/2002)                    |
| Bahnhof (Strecke außer Betrieb)                  |  | Stolberg (Rheinl) Hbf (seit 12/2002)             | Stolberg (Rheinl) Hbf (seit 12/2002)             |
| Bahnhof (Strecke außer Betrieb)                  |  | Eilendorf (seit 12/2002)                         | Eilendorf (seit 12/2002)                         |
| Bahnhof (Strecke außer Betrieb)                  |  | Aachen-Rothe Erde (seit 12/2002)                 | Aachen-Rothe Erde (seit 12/2002)                 |
| Kopfbahnhof Streckenende (Strecke außer Betrieb) |  | Aachen Hbf (seit 12/2002)                        | THA, ICE                                         |

Der Rhein-Münsterland-Express ist eine Linie des Schienenpersonennahverkehrs in Nordrhein-Westfalen. Der Regional-Express mit der Nummer RE 7 verkehrt stündlich von Rheine in südlicher Richtung nach Münster. Von dort fährt er südwestlich über Hamm, Hagen, Wuppertal, Solingen nach Köln und schließlich nordwestlich via Neuss nach Krefeld.

## Geschichte

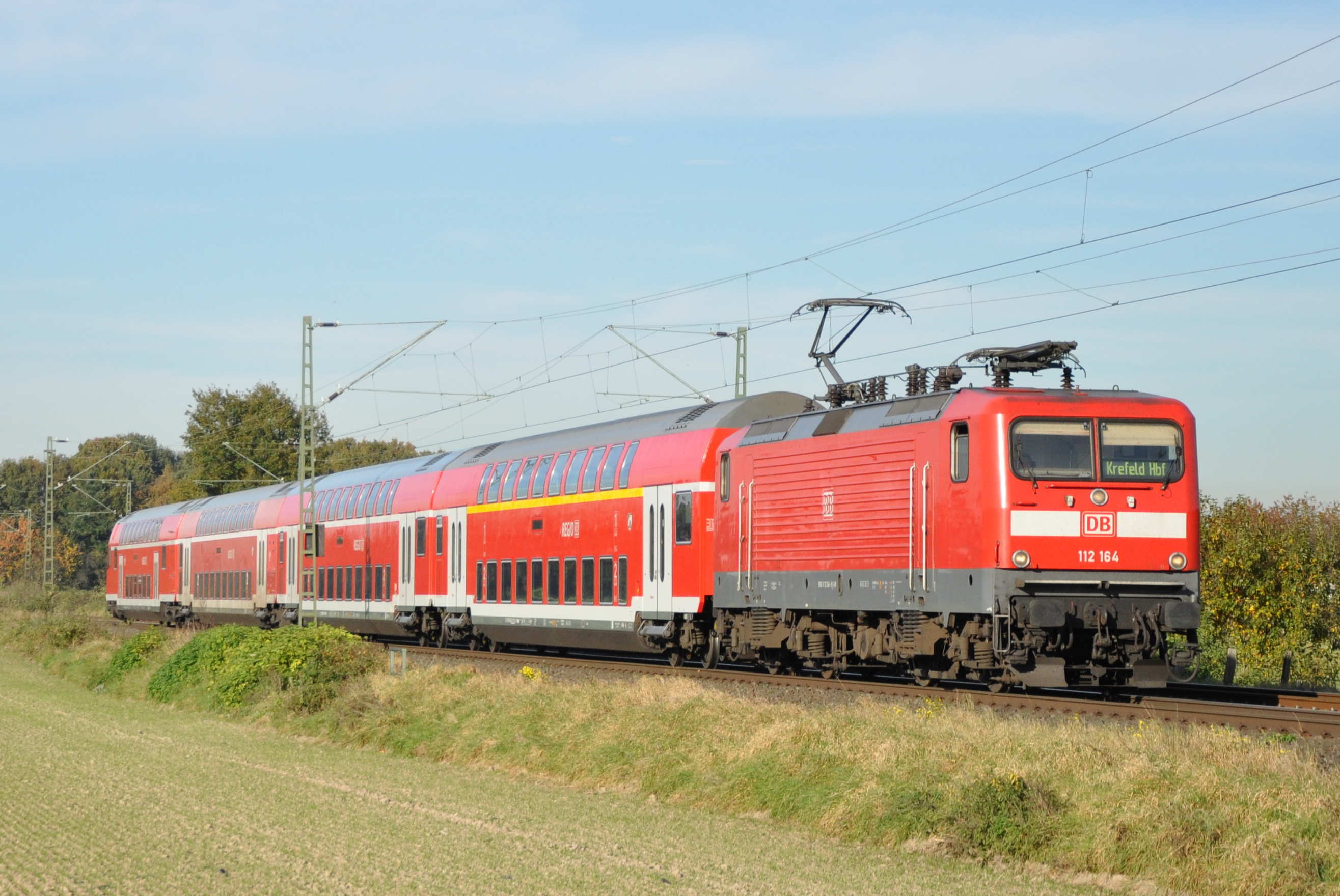
Baureihe 112 mit Doppelstockwagen im November 2015 bei Krefeld

Der RE 7 ist Nachfolger der Stadt-Express-Linie SE von Münster über Wuppertal und Köln nach Aachen.
Ab 1998 mit der Einführung des „Integralen-Taktfahrplans“ ITF 1 fuhr die Linie als Regional-Express von Münster nur noch bis Düren. Mit dem ITF 2 wurde die Linie im Dezember 2002 im Norden nach Rheine und im Westen wieder nach Aachen verlängert. Da sich der 2002 neu konzipierte RE 9 „Rhein-Sieg-Express“ als sehr verspätungsanfällig erwies, tauschte der RE 7 mit diesem bereits im Juni 2003 den linksrheinischen Ast und fährt seither nach Krefeld. Durch den Wegfall einer höhengleichen Kreuzung in Köln werden gegenseitige Behinderungen vermieden.
Um den Fahrplan zu stabilisieren, wurde die Linie 2006 von Elektrolokomotiven der Baureihe 111 teilweise auf die Baureihe 112 umgestellt und der Rhein-Münsterland-Express endete seitdem bis Dez 2015 alle zwei Stunden bereits in Münster. Diese Maßnahmen führten schließlich zu einer Normalisierung der Lage. Im Rahmen der Modernisierungsoffensive 2 wurde am Bahnhof Rheine einer der beiden stillgelegten Bahnsteige reaktiviert, wodurch sechs statt vier Bahnsteigkanten zur Verfügung stehen. Der Zug kann daher ohne Bahnsteigkonflikte mit dem Intercity auf der Emslandstrecke problemlos am Bahnsteig wenden. Im Gegenzug wurde die Regionalbahn-Linie RB 68 im Dezember 2015 eingestellt.
Betrieben wurde die Linie bis Dezember 2015 im Stundentakt von der DB Regio NRW. Der RE 7 verläuft auf langen Abschnitten parallel zu S-Bahn-Linien. Gemäß Qualitätsbericht 2007 des VRR hatte der RE 7 2007 durchschnittlich knapp vier Minuten Verspätung. Im VRR war er daher hinter dem NRW-Express und dem Wupper-Express die Linie mit der drittgrößten Verspätungsanfälligkeit. Die Quote der nicht vorhersehbaren Zugausfälle lag bei 2,6 %, womit die Linie über dem Durchschnitt der anderen VRR-Linien lag.

### Betrieb durch National Express seit 2015

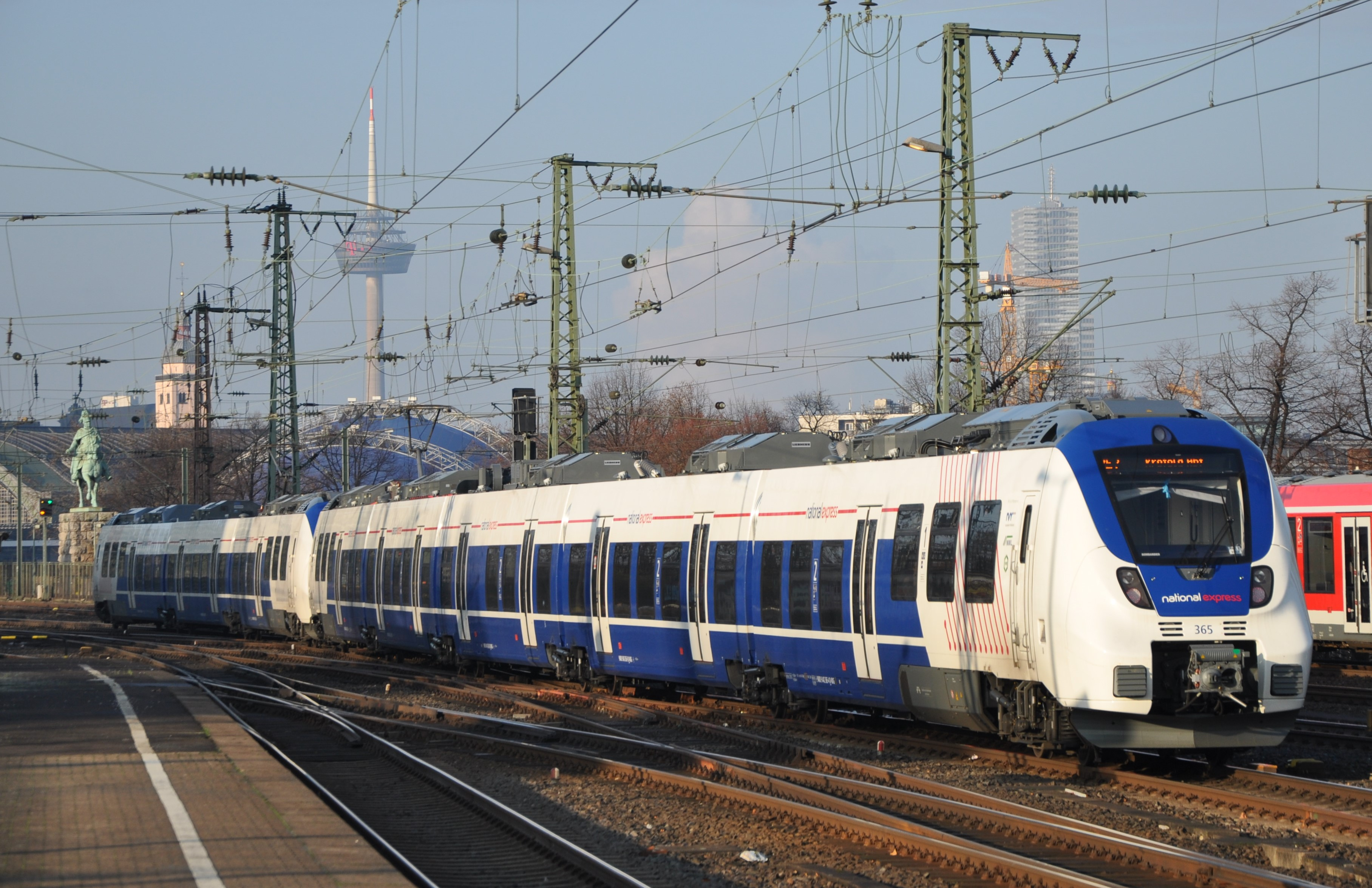
Rhein-Münsterland-Express mit Doppeltraktion Talent 2

Im Rahmen eines Neuvertrages des großen Verkehrsvertrages zwischen DB Regio NRW und VRR hat man sich auf eine Harmonisierung der Vertragslaufzeiten geeinigt. Der Betrieb der Linie ab dem Fahrplanwechsel am 13. Dezember 2015 wurde zusammen mit der Rhein-Wupper-Bahn ausgeschrieben. Zu diesem Zeitpunkt sollte der RE 7 auch wieder in Wuppertal-Vohwinkel und Köln-Mülheim halten.
Eine Bietergemeinschaft der Unternehmen National Express Rail und IntEgro Verkehr erhielt den Zuschlag und übernahm beide Linien zum Fahrplanwechsel im Dezember 2015. Die Deutsche Bahn als Unterlegene machte von einer Einspruchsmöglichkeit Gebrauch, die Vergabekammer bei der Bezirksregierung Münster stellte jedoch keinen Vergaberechtsverstoß fest.
Für die Erbringung dieser Leistungen hatte National Express Rail bei Bombardier Triebzüge vom Typ Talent 2 bestellt. Die geplanten Halte in Wuppertal-Vohwinkel und Köln-Mülheim wurden nicht realisiert.

## Zugangebot
Seit Dezember 2015 wird der Rhein-Münsterland-Express durch National Express planmäßig mit Doppeltraktionen aus fünfteiligen Triebzügen vom Typ Talent 2 bedient. Eine Doppeltraktion bietet in der bestellten Konfiguration 510 Sitzplätze.
Gestartet war der Rhein-Münsterland-Express am 24. Mai 1998 bereits mit Wendezügen, die aus Elektrolokomotiven der Baureihe 111 und fünf n-Wagen gebildet wurden, letztere wurden zum Fahrplanwechsel am 5. November 2000 gegen drei Doppelstockwagen ausgetauscht. Obschon die Platzkapazität dadurch leicht gesteigert wurde, zeigte sich in der Folgezeit, dass diese immer noch zu klein war, daher wurde der Rhein-Münsterland-Express zum Fahrplanwechsel am 15. Dezember 2002 um einen weiteren Doppelstockwagen aufgestockt.
Bis zum Fahrplanwechsel im Dezember 2015 wurden beim Rhein-Münsterland-Express planmäßig Wendezüge mit Elektrolokomotiven der Baureihe 112, seit 2013 weitgehend wieder mit Lokomotiven der Baureihe 111 zusammen mit jeweils vier Doppelstockwagen eingesetzt. Bis 2011 fuhren zwei zusätzliche Umläufe am Wochenende zwischen Krefeld und Köln mit Elektrolokomotiven der Baureihe 110 und fünf n-Wagen.
Ab dem 8. Januar 2024 wird der Rhein-Münsterland-Express auf dem Streckenabschnitt Krefeld Hbf–Neuss Hbf bis zum Jahresende durch die neue Linie RB37 verstärkt. Aufgrund von Fahrzeugmangel im Niederrheinnetz wird diese Linie von dem Eisenbahnverkehrsunternehmen TRI Train Rental betrieben.
Der RE 7 verkehrt grundsätzlich stündlich, lediglich auf dem Abschnitt Rheine-Münster ist das Fahrplanangebot an Wochenenden und Feiertagen auf einen 2-Stunden-Takt reduziert.
Auf diesem Streckenabschnitt werden als Zwischenhalte nur die Bahnhöfe Greven und Emsdetten angefahren, die übrigen Stationen (Münster-Zentrum Nord, Münster-Sprakel, Reckenfeld, Rheine-Mesum) werden stattdessen von der Ems-Bahn (RB 65) der eurobahn bedient. Einzig die Fahrt mit der Zugnummer 17400 (Hagen Hbf ab 5:22 Uhr, Rheine an 6:58 Uhr) hält an allen Zwischenhalten.

## Planungen
Die Aufgabenträger planen mit Betriebsaufnahme im Dezember 2030 die Neuausschreibung der Linie RE 7 mit einer Vertragslaufzeit von 15 Jahren. Die Linie soll im Rahmen der Ausschreibung „RRX B-Flotte“ in einem Los mit der Linie RE 42 Mönchengladbach – Münster vergeben werden. Die Fahrzeuge sollen durch die Verkehrsunternehmen beschafft und gewartet werden, wohingegen die Aufgabenträger die Finanzierung übernehmen und Eigentümer der Fahrzeuge werden. In Design und Ausstattung sollen sich die Triebzüge an der Bestandsflotte des Rhein-Ruhr-Express orientieren. Für die Linie RE 7 sind sechsteilige (teilweise) doppelstöckige Fahrzeuge mit 600–650 Sitzplätzen vorgesehen. Während der Vertragslaufzeit ist die Streichung des Linienabschnittes Köln – Krefeld vorgesehen, um die Betriebsqualität der Linie zu steigern. Dies wird der Fall sein, wenn die Verlängerung der Linie S 6 nach Mönchengladbach abgeschlossen ist und die Linie RB 27 aus Koblenz ab Köln weiter nach Krefeld verkehren kann.

## Zuglauf
Der Rhein-Münsterland-Express befährt auf seinem Weg folgende Bahnstrecken:
1. Bahnstrecke Rheine–Münster (komplette Länge)
2. Bahnstrecke Münster–Hamm (komplette Länge)
3. Bahnstrecke Hamm–Hagen (komplette Länge)
4. Bahnstrecke Dortmund–Wuppertal (ab Hagen Hbf)
5. Bahnstrecke Wuppertal–Düsseldorf (bis Abzweigstelle Linden/Gruiten)
6. Bahnstrecke Gruiten–Köln-Deutz (bis Köln-Mülheim)
7. Bahnstrecke Duisburg–Köln-Deutz (ab Köln-Mülheim)
8. Hohenzollernbrücke
9. Bahnstrecke Köln–Krefeld (gesamte Länge)

## Zuverlässigkeit
Im Jahr 2015 lag die durchschnittliche Verspätung bei 3,7 Minuten pro Fahrt. Das ist eine deutliche Verschlechterung im Vergleich zum Vorjahr, als dieser Wert bei 2,7 Minuten lag. 2018 lag die durchschnittliche Verspätung bei über 4 Minuten.